# Тідей
Тіде́й (грец. Tydeus) — син калідонського царя Ойнея й Перібеї, батько Діомеда, один із союзників у поході сімох проти Фів. Під час полювання Тідей убив свого брата, через те змушений був утікати в Аргос до Адраста. Останній очистив його від гріха й одружив зі своєю дочкою Деїфілою. Прибувши у Фіви як посол до царя Етеокла, Тідей викликав на герць кількох фіванців і переміг їх. На зворотному шляху п'ятдесят фіванців зробили засідку на Тідея, але він перебив усіх, крім Меона. У цьому бої Тідей та Меланіпп смертельно поранили один одного. Афіна хотіла зробити Тідея безсмертним, та цьому перешкодив Амфіарай, який ненавидів Тідея і прислав йому голову Меланіппа. У нападі гніву Тідей розрубав голову і з'їв мозок. Побачивши таку жорстокість, Афіна відмовилася від наміру подарувати йому безсмертя. Поховав Тідея Меон.